# Węgrzce Wielkie (gromada)
Węgrzce Wielkie – dawna gromada, czyli najmniejsza jednostka podziału terytorialnego Polskiej Rzeczypospolitej Ludowej w latach 1954–1972.
Gromady, z gromadzkimi radami narodowymi (GRN) jako organami władzy najniższego stopnia na wsi, funkcjonowały od reformy reorganizującej administrację wiejską przeprowadzonej jesienią 1954 do momentu ich zniesienia z dniem 1 stycznia 1973, tym samym wypierając organizację gminną w latach 1954–1972.
Gromadę Węgrzce z siedzibą GRN w Węgrzcach Wielkich utworzono – jako jedną z 8759 gromad na obszarze Polski – w powiecie krakowskim w woj. krakowskim, na mocy uchwały nr 22/IV/54 WRN w Krakowie z dnia 6 października 1954. W skład jednostki weszły obszary dotychczasowych gromad Węgrzce Wielkie, Brzegi, Grabie i Mała Wieś ze zniesionej gminy Wieliczka w tymże powiecie. Dla gromady ustalono 27 członków gromadzkiej rady narodowej.
31 grudnia 1961 do gromady Węgrzce Wielkie przyłączono wsie Śledziejowice i Kokotów ze zniesionej gromady Śledziejowice.
Gromada przetrwała do końca 1972 roku, czyli do kolejnej reformy gminnej.